# Serguéi Glazenap
Serguéi Pávlovich Glazenap (en ruso: Серге́й Павлович Глазенап; 13 «25 en el calendario juliano» de septiembre de 1848 - 12 de abril de 1937) fue un astrónomo ruso que desarrolló parte de su trabajo en la etapa soviética, dedicado principalmente al estudio de las estrellas binarias.

## Semblanza
De familia noble, Glazenap se educó en San Petersburgo, donde estudió en la Facultad de Física y Matemáticas graduándose en 1870. Entre 1870 y 1878 trabajó en el Observatorio de Púlkovo, y entre 1876 y 1924 fue profesor de astronomía en la Universidad de San Petersburgo. En 1880 impartió un curso de astronomía y cosmografía para mujeres, y en 1881 propuso la instalación del observatorio astronómico de la Universidad de San Petersburgo.
Falleció en San Petersburgo en 1937, y fue enterrado en el cementerio de Shuvalov.

## Actividad científica
Sus principales trabajos científicos estuvieron dedicados al estudio de las estrellas binarias y variables, al movimiento de las lunas de Júpiter, y a la refracción de la luz en la atmósfera terrestre (mediante detalladas observaciones de los eclipses de las lunas de Júpiter). Descubrió la existencia de una periodicidad en el desvío de la refracción producida por la atmósfera, y consideró su impacto en los cálculos del paralaje y de la aberración de las estrellas.
Ideó un método simple y preciso para determinar las órbitas mediante un método gráfico capaz de calcular la verdadera órbita de las estrellas a partir de su trayectoria aparentemente, descubriendo un gran número de estas órbitas. Realizó varios miles de observaciones de estrellas binarias y variables. En 1889, la Academia de Ciencias de París le galardonó por su método original para la determinación de las órbitas de las estrellas binarias con la medalla de oro.
En 1873 desarrolló un método para determinar el tiempo de la elevación correspondiente del sol a través del anillo solar. En 1874 participó en una expedición para observar el tránsito de Venus sobre el disco solar en el este de Siberia, dirigiendo en 1887 una expedición en la provincia de Yaroslavl para observar un eclipse solar total.
Fue uno de los organizadores de la Sociedad Astronómica de Rusia y su presidente en los períodos 1893-1906 y 1925-1929, pionero en la organización de observaciones astronómicas en las favorables condiciones astroclimáticas de Crimea y el Cáucaso. Creó un observatorio temporal en Abastumani, en el emplazamiento donde posteriormente (en 1932), se fundó el Observatorio Astrofísico de Abastumani.
Entusiasta aficionado a la astronomía como entretenimiento, durante los veranos realizaba observaciones en su finca con un telescopio refractor. Fue autor de numerosos libros sobre astronomía y matemáticas, así como de libros populares (Amigos y amantes de la astronomía, San Petersburgo, 1904.-... 454), y de una colección de tablas matemáticas, astronómicas y geodésicas.
Glazenap también fue conocido en su época como jardinero, estudiando la plaga denominada polilla de la ceniza de montaña. Fue uno de los principales organizadores de la Sociedad Rusa de Apicultura (1891) y su primer presidente. Sus trabajos fueron galardonados en 1901 en la Exposición Universal de París con la medalla de oro "Al cultivo de manzanas y a la apicultura."

## Reconocimientos
- Miembro honorario de la Academia Soviética de Ciencias (1929).
- Héroe del Trabajo Socialista (1932).[3]
- El cráter lunar Glazenap y el planeta menor 857 Glasenappia llevan este nombre en su memoria.[4]